# Ichoria demona
Ichoria demona là một loài bướm đêm thuộc phân họ Arctiinae, họ Erebidae.